# Espondilopatia
Espondilopatias é um termo geral para designar doenças das vértebras.
Exemplos incluem a Espondilite anquilosante e a Espondilose.